# داشلوجة (أرشق)
داشلوجة (بالفارسية: داشلوجه) هي منطقة سكنية تقع في إيران في قسم أرشق الشرقي الريفي. يقدر عدد سكانها بـ 96 نسمة .